# Hemipilia forrestii
Hemipilia forrestii är en orkidéart som beskrevs av Robert Allen Rolfe. Hemipilia forrestii ingår i släktet Hemipilia och familjen orkidéer. IUCN kategoriserar arten globalt som sårbar. Inga underarter finns listade i Catalogue of Life.